# Territ acuminat
El territ acuminat (Calidris acuminata) és una espècie d'ocell de la família dels escolopàcids (Scolopacidae) que habita en estiu la tundra del nord-est de Sibèria des del riu Yana fins al Kolimà i durant l'hivern els pantans, aiguamolls i estanys d'Australàsia.